# BMW Vierzylinder
BMW Vierzylinder, även BMW-Hochhaus och BMW-Turm, BMW:s huvudkontor i München.
Huvudkontoret i München byggdes 1968-1973 och är en futuristisk skapelse som föreställer fyra cylindrar. Den yttre delen stod klar 1972 i tid till de olympiska spelen. Byggnaden ritades av Karl Schwanzer och är 99,5 meter hög med 22 våningar. Det var vid invigningen det högsta kontorshuset i München.  Huvudkontoret ligger vid den vid samma tid uppförda Olympiaparken. Vid huvudkontoret ligger München-fabriken och BMW Museum.
1999 blev BMW:s huvudkontor kulturminnesmärkt. 2004-2006 genomgick byggnaden tillsammans med BMW Museum en omfattande renovering.